# Evandro Caravaggio
Evandro Caravaggio (Leno, 19 maggio 1836 – Castiglione delle Stiviere, 23 marzo 1913) è stato un politico e prefetto italiano.
Ricoprì l'incarico di prefetto nelle seguenti città:
- Potenza (1879)
- Piacenza (1881)
- Ravenna (1882)
- Cagliari (1883)
- Udine (1887)
- Novara (1888)
- Alessandria (1890)
- Treviso (1892)
- Modena (1893)
- Catania (1894)
- Como (1896)
- Padova (1896)
- Bologna (1898-1902)